# Fontaine des Abeilles

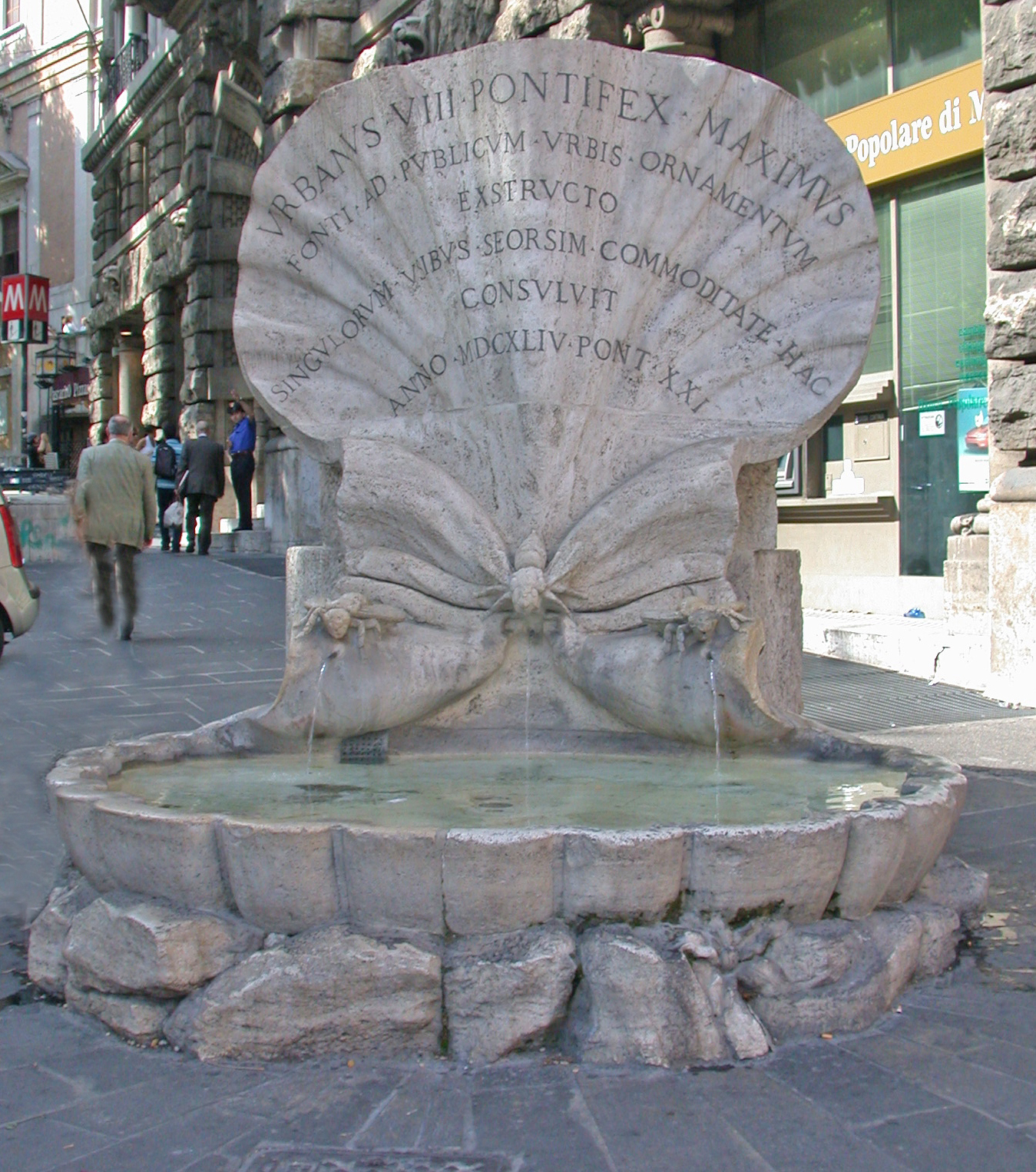
La fontaine des Abeilles de Gian Lorenzo Bernini

La fontaine des Abeilles (italien : Fontana delle Api) est une fontaine du centre historique de Rome, située à l'angle de la piazza Barberini et de la via Veneto, réalisée en 1644 par Gian Lorenzo Bernini.

## Histoire
Quelques mois après la création de la fontaine du Triton, le 6 avril 1644, le pape Urbain VIII Barberini a commandé à Gian Lorenzo Bernini la construction d'une petite fontaine, pour un usage public. L'oeuvre a été réalisée la même année, et en l'honneur du client, l'artiste a représenté sur la fontaine des abeilles, symbole héraldique de la famille du souverain pontife.
Initialement située à l'angle du palazzo Soderini, entre la piazza Barberini et la via Sistina, la fontaine a été démontée en 1880, pour des raisons d'obstacle à la circulation, et placée dans le magasin municipal de Testaccio. En 1915, lorsqu'il a été décidé de la reconstruire, la plupart des pièces, cependant, n'ont pas été retrouvées. Il a donc été commandé une copie, réalisée par Adolfo Apolloni, qui l'a construite non pas en marbre comme l'originale, mais en travertin, en provenance de la porta Salaria démolie. Ainsi rénovée, la fontaine a été inaugurée le 28 janvier 1916, à son emplacement actuel, à l'entrée de la via Veneto et de la place Barberini.

## Description

Armoiries de la famille Barberini, avec trois abeilles sur fond bleu

La fontaine présente une forme insolite de coquille de bivalve ouverte. Dans le bassin, l'eau s'écoule à partir de trois minces jets placés sous trois abeilles. L'approvisionnement en eau de la fontaine est garantie par la proximité de la fontaine du Triton, qui partage la canalisation de l'eau: pour cette raison, le débit est assez faible, avec une pression d'eau trop faible pour permettre au Bernin de créer une fontaine monumentale.
Dans leur simplicité iconique, les trois abeilles émettent en fait de nombreux messages. Les abeilles sont le symbole héraldique de la lignée du Pape, Urbain VIII Barberini; une autre interprétation est également donnée par le Traité sur l'Amour de Dieu de Saint François de Sales, publié en 1616, où les abeilles peuvent être comparées aux âmes durant leur séjour terrestre. Ce qui signifie l'intention de célébrer la pureté de l'eau qui jaillit de la fontaine, si douce qu'elle peut être comparée au miel produit par les abeilles; dans la fontaine, également, l'eau se transforme, par son bouillonnement semblable au bourdonnement subtil des abeilles, donnant aussi vie à une métamorphose d'eau-saine.
La partie haute montre un couplet écrit de la main d'Urbain VIII, qui se lit comme suit :

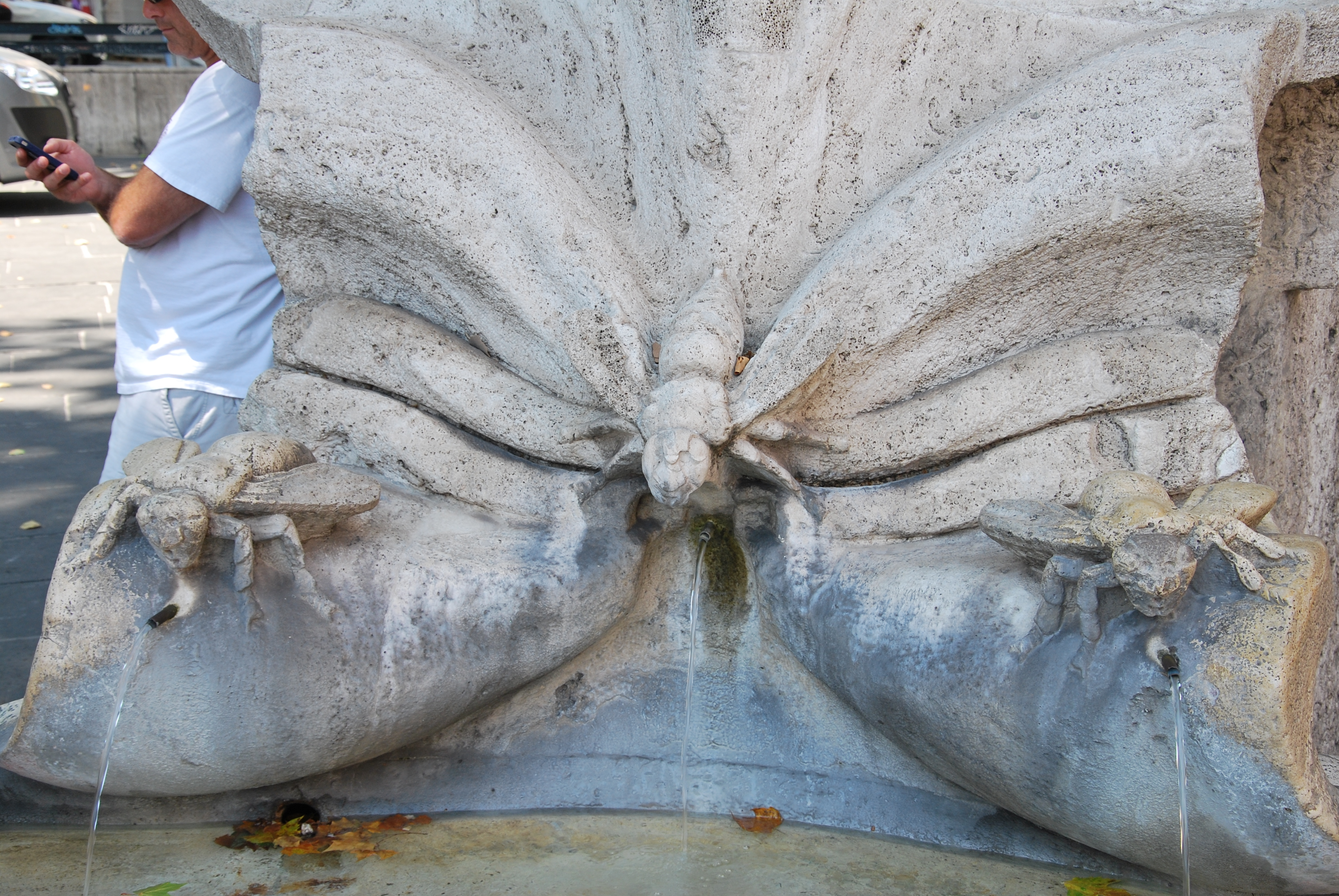
Les trois abeilles.

« Il Sommo Pontefice Urbano VIII, costruita una fontana a pubblico ornamento dell'Urbe, a parte fece fare questo fontanile per uso dei cittadini nell'anno 1644, ventunesimo del suo pontificato »

— Urbanus VIII Pontifex Maximus
 Fonti ad publicum urbis ornamentum
 Exstructo
 Singulorum usibus seorsim commoditate hac
 Consuluit
 Anno MDCXLIV Pont. XXI
Français: 

« Le Pontife Suprême Urbain VIII, après avoir construit une fontaine pour l'ornement public de la Ville, fit faire cette fontaine  pour l'usage des citoyens l'année 1644, la vingt et unième de son pontificat »